# Kubu Island
Kubu Island ist eine geologische Erhebung im Südwesten der Sowa Pan, die zu den Makgadikgadi-Salzpfannen im Nordosten Botswanas gehört. Entgegen der Bezeichnung (Island) handelt es sich nicht um eine Insel. Die Erhebung ist etwa einen Kilometer lang und ragt etwa 20 m aus der topfebenen Sowa Pan heraus. Ihr Felsgestein ist von Guano überzogen.
Der Name Kubu ist der Setswana-Ausdruck für Flusspferd.

## Fauna und Flora

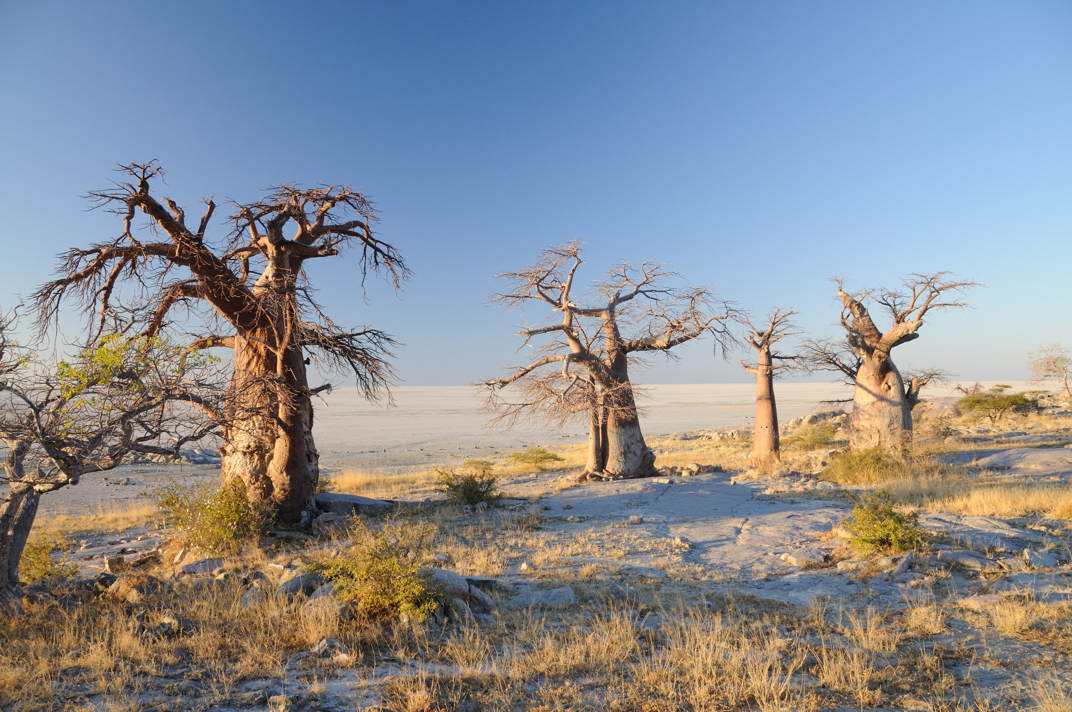
Kubu Island: Makgadikgadi-Salzpfannen

Kubu Island wird unter anderem von Schakalen, Hyänen, Springböcken, Impalas und gelegentlich von Elefanten aufgesucht.
Ihre Vegetation besteht hauptsächlich aus Affenbrotbäumen, afrikanischen Kastanien, Sterkulien und Combretum.

## Kultur
Hier befinden sich bis zu 1,25 m hohe Steinwälle, die vermutlich im 17. oder 18. Jahrhundert aus bisher unbekannten Gründen angelegt wurden. Wer sie errichtete, ist ebenfalls nicht bekannt.
Die Regierung Botswanas hat Kubu Island zum Nationalmonument erklärt, dennoch ist sie für Touristen zugänglich.